# Kukułkowy Potok
Kukułkowy Potok – potok górski, dopływ Lublicy o długości 4,71 km i powierzchni zlewni 5,55 km².
Potok wypływa w obrębie wsi Sowina, uchodzi do Lublicy w Sieklówce.